# Yuniel Pérez
Yuniel Pérez Romero (ur. 16 lutego 1985 w Hawanie) – kubański lekkoatleta specjalizujący się w biegach sprinterskich, uczestnik igrzysk olimpijskich, rekordzista Kuby.
W 2005 osiągnął półfinał biegu na 200 metrów podczas mistrzostw Ameryki Środkowej i Karaibów. Trzy lata później, na tej samej imprezie, zdobył złoto w sztafecie 4 × 400 metrów. Uczestnik igrzysk olimpijskich w Pekinie (2008). Rok później zajął 4. miejsce na 200 metrów podczas środkowoamerykańskiego czempionatu w Hawanie. Złoty i srebrny medalista mistrzostw ibero-amerykańskich (2010).
Złoty medalista mistrzostw Kuby.

## Osiągnięcia
| Rok  | Impreza                                  | Miejsce      | Konkurencja             | Lokata     | Wynik   |
| ---- | ---------------------------------------- | ------------ | ----------------------- | ---------- | ------- |
| 2005 | Mistrzostwa Ameryki Środkowej i Karaibów | Nassau       | bieg na 200 metrów      | półfinał   | 21,13   |
| 2008 | Mistrzostwa Ameryki Środkowej i Karaibów | Cali         | bieg na 200 metrów      | 4. miejsce | 20,84   |
| 2008 | Mistrzostwa Ameryki Środkowej i Karaibów | Cali         | sztafeta 4 × 400 metrów | 1. miejsce | 3:02,10 |
| 2008 | Igrzyska olimpijskie                     | Pekin        | sztafeta 4 × 400 metrów | eliminacje | 3:02,24 |
| 2009 | Mistrzostwa Ameryki Środkowej i Karaibów | Hawana       | bieg na 200 metrów      | 4. miejsce | 20,83   |
| 2010 | Mistrzostwa ibero-amerykańskie           | San Fernando | bieg na 100 metrów      | 2. miejsce | 10,37   |
| 2010 | Mistrzostwa ibero-amerykańskie           | San Fernando | bieg na 200 metrów      | eliminacje | 21,41   |
| 2010 | Mistrzostwa ibero-amerykańskie           | San Fernando | sztafeta 4 × 400 metrów | 1. miejsce | 3:04,86 |

## Rekordy życiowe
- Bieg na 60 metrów (hala) – 6,49 (2014) rekord Kuby, w 2018 ustanowił aktualny rekord Hiszpanii w tej konkurencji (6,52)
- Bieg na 100 metrów – 10,00 (2017)
- Bieg na 200 metrów – 20,66 (2009)